# Бебреш (нос)
Вижте пояснителната страница за други значения на Бебреш.
Носът Бебреш (на английски: Bebresh Point) е скалист морски нос в Антарктика.
Намира се на северозападния бряг на остров Лиеж, вдаващ се в морето 1,3 км в западна посока от североизточната страна на входа в залива Палакария. Разположен е на 7,7 км югозападно от нос Моро и 11,3 км на север-североизток от нос Шово.
Координатите му са: 63°59′36″ ю. ш. 61°57′33″ з. д. / 63.993333° ю. ш. 61.959167° з. д..
Наименуван е на река Бебреш в Западна България. Името е официално дадено на 23 ноември 2009 г.
Картографирането е британско от 1978 г.

## Карти
- British Antarctic Territory. Scale 1:200000 topographic map No. 3197. DOS 610 – W 63 60. Tolworth, UK, 1978.
- Antarctic Digital Database (ADD). Scale 1:250000 topographic map of Antarctica. Scientific Committee on Antarctic Research (SCAR), 1993-2012.